# 尼玛占堆
尼玛占堆（藏語：ཉི་མ་དགྲ་འདུལ，威利转写：nyi ma dgra 'dul，1945年10月—2021年11月27日），男，藏族，西藏昌都人，中华人民共和国政治人物，曾任西藏自治区高级人民法院党组书记、院长，西藏自治区人大常委会副主任。

## 生平
1958年5月参加工作，1976年1月加入中国共产党。先后在北京民族文化宫、西藏公学，西藏自治区昌都看守所、昌都地区人保组、昌都地区中级人民法院，西藏自治区高级人民法院工作。2007年1月17日补选为西藏自治区人大常委会副主任。2009年2月退休。2021年11月27日上午11时7分在上海逝世。